# Geert Chatrou
Geert Chatrou (6 februari 1969), is meervoudig wereldkampioen kunstfluiten.
Op 2 oktober 2009 nam Chatrou deel aan een eerbetoon voor zijn collega-kunstfluiter Bobbejaan Schoepen, met wie hij in Tokyo 2008 in de prijzen was gevallen tijdens de Amerikaanse Whistlers Convention. Hij werd voor de derde keer wereldkampioen kunstfluiten, en Schoepen werd opgenomen in de Whistlers Hall of Fame. 
In de film Pucker Up is Chatrou uitgebreid te zien en te beluisteren. Hij is woonachtig in Mierlo.